# ドイツ再統一

1990年のドイツ再統一

ドイツ再統一（ドイツさいとういつ、ドイツ語: Deutsche Wiedervereinigung、英語: German reunification）は、1990年10月3日にドイツ連邦共和国（Bundesrepublik Deutschland、西ドイツ）の側へ、ドイツ民主共和国（Deutsche Demokratische Republik、東ドイツ）が編入された出来事である。「東西ドイツ統一」「東西ドイツの統一」「ドイツの東西統一」などとも呼ばれる。

## 呼称

共産主義式国章が切り取られ、穴が開いている東ドイツの国旗。

一般的な日本語文献・報道においては、1990年に起きた東西ドイツ統一を、ただ単に「ドイツ統一」と呼ぶ事例も多い。しかし、ドイツ史の歴史的文脈における歴史用語・政治用語において、ドイツ統一とは、現代のドイツという主権国家の枠組みそのものの出発点としてより重要視される、1871年1月18日に起きたドイツ帝国の成立に至る運動を指す。このため、1990年の出来事については、用語上で「ドイツ再統一」として明確に区別されている。

### 「ドイツ再統一」という表現の法的な問題点
1945年にナチス・ドイツが敗戦して、ドイツ領はアメリカ合衆国、フランス、イギリス、ソビエト連邦の占領下に置かれた。そして1949年に、アメリカ合衆国、フランス、イギリスの占領下にあった地域が西ドイツとして建国され、ソビエト連邦の占領下にあった地域が東ドイツとして建国された。西ドイツは1949年の建国以来「憲法（Verfassung）」を持たず、法律の「基本法（Grundgesetz）」をもって憲法に代えていた。その理由は「やがて東ドイツを含めて統一する暁に、初めて憲法を持つ」との意志を持っていたからであり、この旨は基本法の第146条に明記されていた。
1972年に西ドイツと東ドイツは国交を樹立したものの、この時点でも基本法の第146条の規定は保持された。しかし、1989年に活発化した東欧革命の流れの中で、同年11月に起きたベルリンの壁崩壊が象徴するように、東ドイツは自壊現象を起こした。その際に西ドイツは、基本法第146条の規定を無視して、新たな州として「加盟」を認める規定であった基本法第23条の手続きを利用した。そうして、東ドイツにある5つの州および都市州東ベルリンが、ドイツ連邦共和国へと新たに「加盟」するという形式で、国家統一へと動いた。そして、1990年10月3日に東西ドイツの統一を成し遂げた。
そのため、法律上の解釈では、ドイツは「再統一」したのではなく、ドイツ民主共和国の領域を構成していた全ての州が、ドイツ連邦共和国に「加盟」したとしか言えない。

## ベルリンの壁崩壊から再統一までの経過
1989年
- 11月9日 - ベルリンの壁が崩壊する。
- 12月1日 - 東ドイツ憲法第1条からドイツ社会主義統一党（SED）による国家の指導を定めた条項が削除され、SEDの一党独裁制が終焉する。

1990年
- 3月1日 - 西ドイツで、東ドイツの国有資産接収を目的とした信託公社が設立される。
- 3月18日 - 東ドイツにて自由選挙が実施され、ドイツ統一を主張する保守連合「ドイツ連合」が勝利する。
- 5月5日 - 東西ドイツとアメリカ合衆国・イギリス・フランス・ソビエト連邦の6か国外相会議が開催される。
- 5月18日 - 西ドイツと通貨・経済・社会同盟の創設に関する国家条約を調印する。
- 7月1日 - 通貨・経済・社会同盟の創設に関する国家条約が発効し、西ドイツの通貨であったドイツマルクが東ドイツに導入される。
- 7月17日 - 6か国外相会議で、統一ドイツの北大西洋条約機構（NATO）への加入が確認される。
- 7月23日 - 東ドイツの県を廃止し、州を復活させて、新連邦州が成立する。
- 8月23日 - 東ドイツの人民議会で東ドイツ5州の西ドイツ加盟が決議される。
- 8月31日 - ドイツ再統一条約が調印される。
- 9月12日 - ドイツに関する最終規定条約が調印される。
- 10月3日 - 西ドイツ基本法23条に基づき、東ドイツの州が西ドイツに加入し、ドイツ再統一が実現する。

## 再統一後の経済
ドイツは第二次世界大戦後から約40年間にわたって分断され、旧東西両国が資本主義と共産主義という違った経済体制を敷いていた。ドイツ再統一時の旧西ドイツと旧東ドイツには、大きな経済格差が存在した。旧東ドイツは東側の社会主義国の中では一番経済が発展していた「社会主義国の優等生」ではあったが、それでも世界屈指の経済大国である旧西ドイツとの差は非常に大きかったと言われる。再統一後のドイツは深刻な不況に襲われ、その影響は長く続いた。
西ドイツおよび再統一ドイツのヘルムート・コール首相は、整理解雇請負会社の信託公社に依頼し、旧東ドイツの国営企業の民営化や大規模な整理解雇を行った。
旧西ドイツでは経済混乱に足をすくわれ、再統一の際に1:1での通貨交換をしてしまったため、5000億マルクが吹き飛び、赤字に転落した。また、旧東ドイツでは、民営化された国営企業の相次ぐ倒産により失業者数が増加した。そのあおりで極右政党が移民排斥を主張すると、失業者と競合する国民の共感を得る傾向にあり、東西ドイツ時代には封じられていたネオナチ思想も、格差の残る旧東ドイツを中心に息を吹き返した。再統一後も旧東ドイツへの援助コスト増大などによって、旧西ドイツの経済は圧迫を強いられた。2006年頃には景気回復の兆しを見せたが、世界金融危機により、再び不況に陥った。ただし、この時はヨーロッパ全体が世界金融危機の影響を受けており、ドイツだけが特別ではなかった。それでも、2010年に欧州連合（EU）が経済危機に陥ったギリシャへの金融支援を検討した際（2010年欧州ソブリン危機）、最も強く反対したのは20年近くの不景気にあえぎ続けていたドイツであった。
2007年10月に実施されたドイツの世論調査会社の調査によると「東西に分断されていた頃の方が良かった」と答えた人は、全体の19％に上った。このように必ずしも全てのドイツ人がドイツ再統一を歓迎していない実態が明らかにされた。
そんな中でも、失業率は減少してきており、2011年の時点では1991年以来の低水準だった。また、2010年代後半からユーロ安により、安定的な経常収支の黒字を記録した。2010年代においてドイツのGDPは増加傾向であり、2019年の経常黒字額は2930億ドルと4年連続世界最高水準を記録した。経常黒字の対GDP比は、欧州委員会が持続可能と見なす水準6.0%を超え7.6%に達した。名目GDPは1990年から2020年の間でドイツ2.3倍増、アメリカ合衆国3.5倍増、中国37倍増だったのに対して、日本は1.5倍増に過ぎず、日本の失われた30年よりは経済成長を実現した。

## 再統一に伴う郵便番号の整理
再統一以前、西ドイツと東ドイツは別の国家だったため、それぞれの都合のみで郵便番号が決められていたが、その結果として再統一にともない、全く違う地区なのに番号が重複する事例が発生した。
このため再統一後の措置として、旧西ドイツへの郵便物には「west」（西）の「W」を、旧東ドイツへの郵便物には「ost」（東）の「O」を、それぞれの郵便番号の前に付記する方法で区別した。しかし、1993年7月1日に制度を変更し、東西の区別が消え、ドイツ全土で統一的な郵便番号の付与が実施された。具体的には、それまでは「W-****」か「O-****」と、4桁の数字に東西の区別のための文字が冠されていたものが、5桁の数字の番号に変更され、その最初の2桁でドイツ国内の大まかな地域を表し、残りの3桁でその地域内の町を表す方法がとられた。

## 東西ドイツ旧国境
東西ドイツの国境線は、北大西洋条約機構（NATO）とワルシャワ条約機構が対峙する冷戦の最前線であり、いわゆる「鉄のカーテン」の主たる部分を成していた。鉄のカーテンは、バルト海沿岸からチェコとの3か国の国境まで、約1400キロメートルに達し、東ドイツ側では国民の西ドイツへの亡命を防ぐために、幅300メートルほどの鉄条網、塹壕、バリケード、地雷原が設けられ、監視塔とパトロール車両で武装兵が警備していた。再統一後に、これらは博物館として一部が残された以外は撤去された。国境の封鎖の影響でその周辺は開発が及ばず、結果的に希少な動植物を含む自然が残り、これらを保全する「グリューネス・バント」（Grünes Band）という活動が行われている。

## 信託公社
信託公社（Treuhandanstalt、トロイハントアンシュタルト）は、旧東ドイツの国営企業の整理のため、再統一後のドイツ政府により設立された公社である。独自の調査で「旧西ドイツの2倍の労働者数で2分の1の労働成果しか果たしていない（つまり生産効率が旧西ドイツの25%にしか達していない）」と断言し、多数の旧東ドイツ国営企業を解体・改組し、失業を生んだ。現在も旧東ドイツ地域の失業率は、西側先進国の4倍から5倍近い20%前半台である。第3代長官であったデトレフ・ローヴェダー（Detlev Rohwedder）は、旧東ドイツ側失業者の恨みを一身に背負い、ドイツ再統一から半年後の1991年4月に暗殺された。